# Deutsche Grammophon
La discogràfica Deutsche Grammophon Records, especialitzada en música clàssica, pertany en l'actualitat a Universal Music Group.
Va ser fundada amb el nom Deutsche Grammophon Gesellschaft el 1898 pel ciutadà estatunidenc d'origen alemany Emile Berliner com la branca local alemanya de la seva companyia Berliner Gramophone Company.
Deutsche Grammophon ha estat sempre molt reconeguda pels seus alts estàndards en alta fidelitat. Situada en la ciutat alemanya de Hannover, la companyia va tenir vincles inicialment amb la discogràfica americana Victor Talking Machine Company, que el 1929 va passar a dir-se RCA Victor i amb l'anglesa HMV, que van acabar amb la Primera Guerra Mundial.
El 1941 la Deutsche Grammophon va ser comprada per la companyia d'electrònica Siemens & Halske. El 1945 com a part dels termes de rendició d'Alemanya al final de la Segona Guerra Mundial Deutsche Grammophon va perdre els seus drets sobre la marca His Master's Voice (La veu del seu Amo) que van passar a propietat de discogràfica EMI.
El gos escoltant el gramòfon, registrats per Emile Berliner el 16 de juliol de 1900, van ser reemplaçats per la "corona de tulipes" que va dissenyar el consultor publicitari de Siemens Hans Domizlaff. El 1962 Siemens va crear una aliança societària amb la companyia holandesa Philips que va donar lloc al grup discogràfic DGG/PPI, que va passar a incloure el segell discogràfic PolyGram.
Deutsche Grammophon va ser propietària també del segell Polydor Records, la primera discogràfica amb la qual van gravar els Beatles. Deutsche Grammophon va ser pionera en la introducció massiva del disc compacte en el mercat de la música clàssica amb la producció i comercialització d'enregistraments de música clàssica interpretades per Herbert von Karajan i l'Orquestra Filharmònica de Berlín des del 1983, sent el primer enregistrament la Simfonia Alpina (Eine Alpensinfonie) de Richard Strauss.
El 1987 Siemens va vendre la seva participació de Deutsche Grammophon i Philips es va convertir en accionista majoritari. El 1998 la companyia canadenca Seagram Company Ltd. va comprar Deutsche Grammophon i Polygram a Philips. Des de llavors Deutsche Grammophon va ser fusionada dins de Universal Music Group, una divisió del grup Vivendi Universal.
Deutsche Grammophon té un enorme catàleg de notables enregistraments. La companyia està reeditant una part d'aquestes amb l'etiqueta Originals. Els discos compactes etiquetats Originals són recognoscibles pel seu disseny que recrea l'aspecte dels discos de vinil i les seves carpetes originals.

## Principals artistes de l'etiqueta

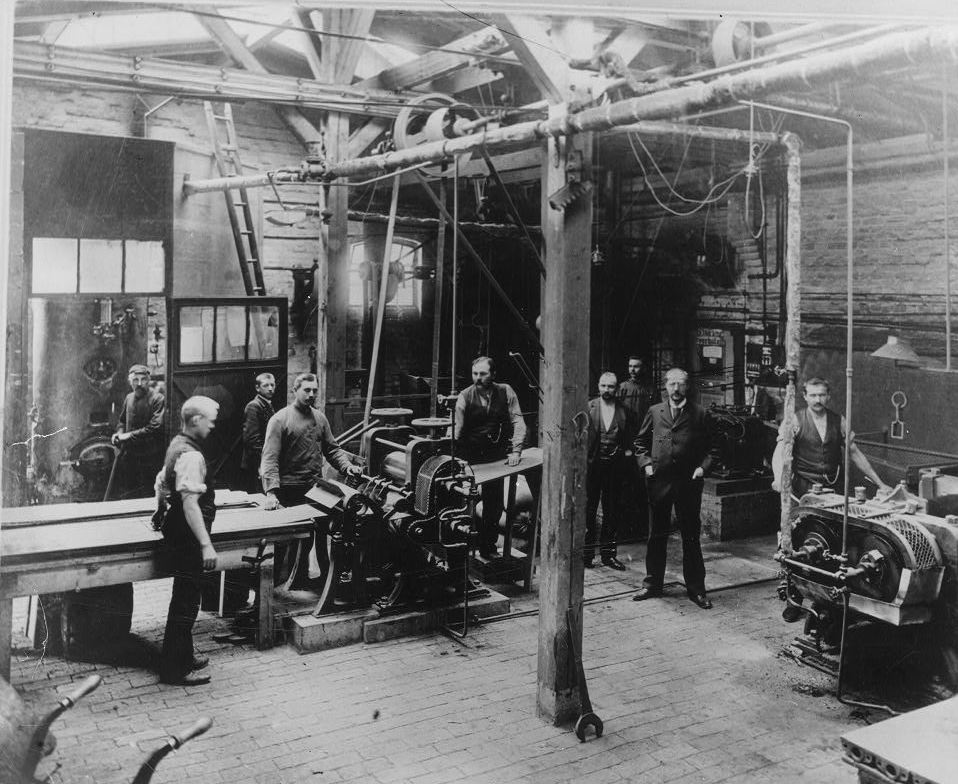
La primera fàbrica de gramòfons del món a Hannover.

| - Claudio Abbado - Quartet Amadeus - Géza Anda - Martha Argerich - Arturo Benedetti Michelangeli - Làzar Bérman - Leonard Bernstein - Karl Böhm - Pierre Boulez - Plácido Domingo - Gustavo Dudamel - Quartet Emerson - Dietrich Fischer-Dieskau - Pierre Fournier - Ferenc Fricsay - Carlo Maria Giulini - Hélène Grimaud - Emil Gilels - Quartet Hagen - Gundula Janowitz - Eugen Jochum - Herbert Karajan - Wilhelm Kempff - Carlos Kleiber - Rafael Kubelík - Quartet LaSalle | - James Levine - Christa Ludwig - Lorin Maazel - Zubin Mehta - Anne-Sophie Mutter - Agnes Obel - Anne Sofie von Otter - Seiji Ozawa - Itzhak Perlman - Trevor Pinnock - Mikhaïl Pletnev - Ivo Pogorelić - Maurizio Pollini - Karl Richter - Rudolf Serkin - Giuseppe Sinopoli - Sting - Helmut Walcha - Fritz Wunderlich - Krystian Zimerman - Orpheus Chamber Orchestra - Anna Netrebko - Elīna Garanča - Seong-Jin Cho - David Garrett - Hilary Hahn |